# Tajtékoskabóca-félék

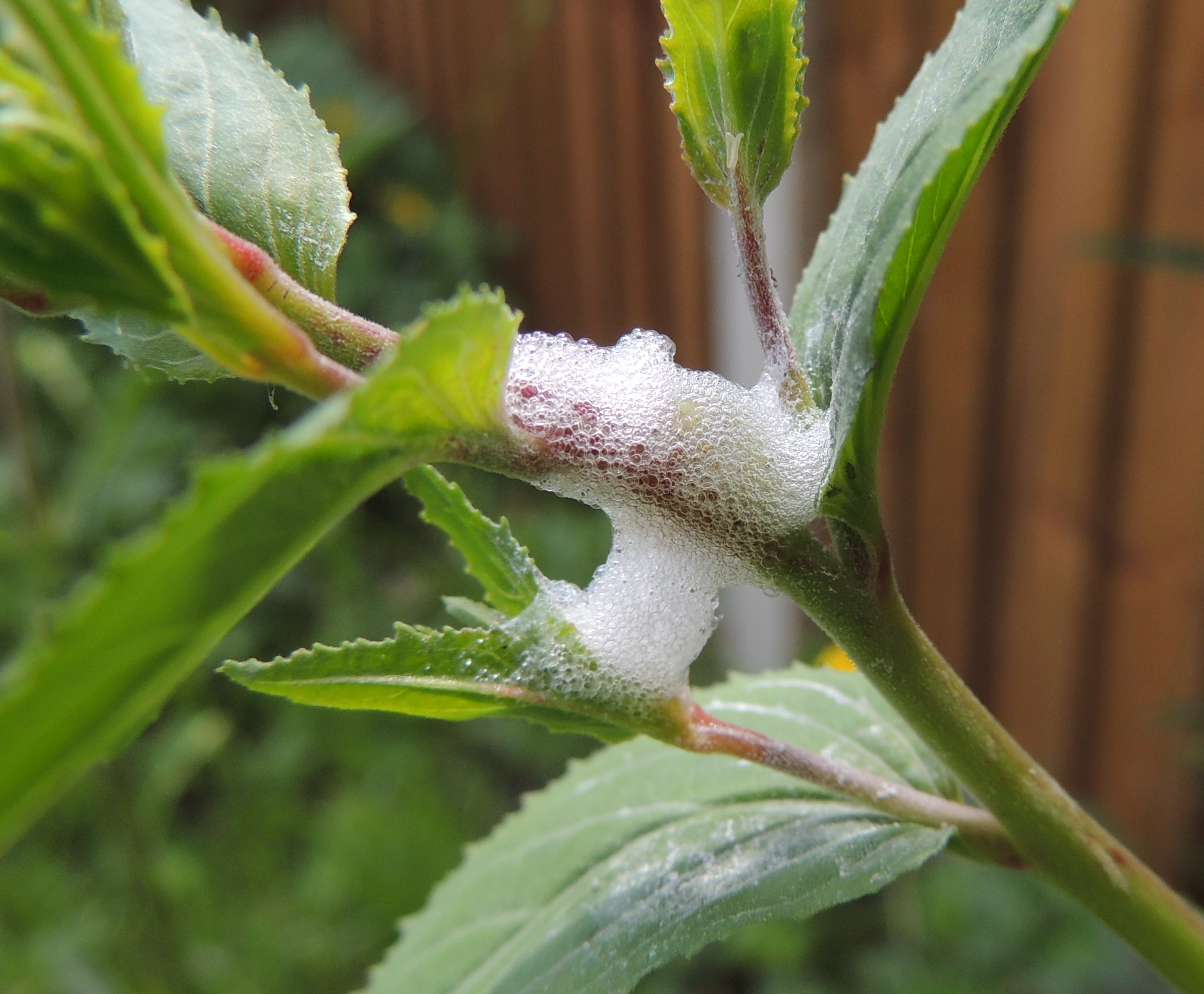
A lárvát védelmező „kakukknyál”

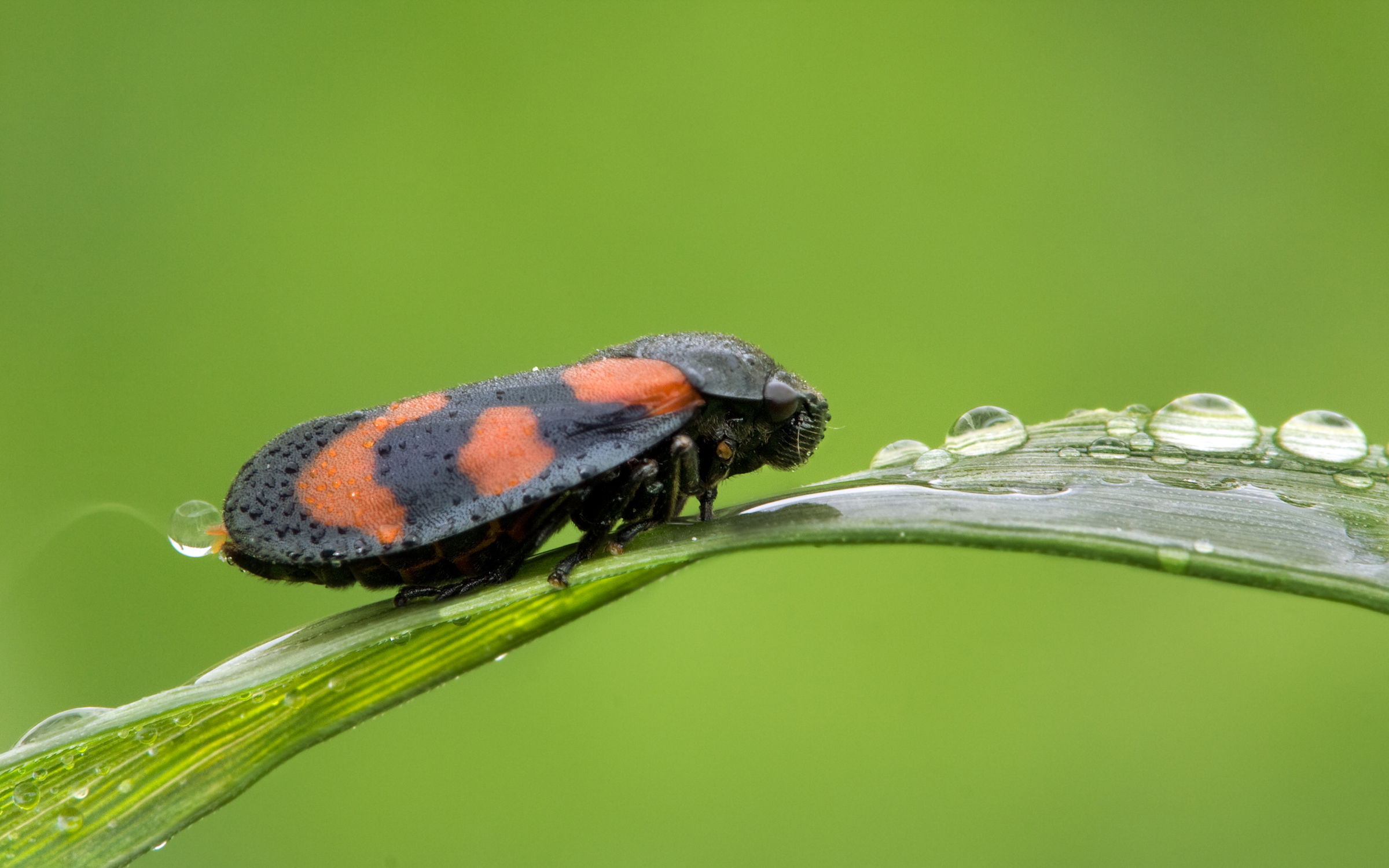
Vérfoltos kabóca (Cercopis vulnerata) mézharmatot izzad

A tajtékoskabóca-félék (Cercopidae) a kabócák (Auchenorrhyncha) énekeskabóca-formájúak (Cicadomorpha) alrendágában a tajtékoskabóca-szerűek (Cercopoidea) öregcsalád névadó családja 2020-as évek elején már több mint 150 nemmel.

## Megjelenésük, felépítésük
Igen hasonlítanak a rokon púposkabóca-szerűek (Membracoidea) öregcsaládba sorolt mezeikabóca-félékre (Cicadellidae), de testfelépítésük eltér azoktól. A legfontosabb és életmódjukból adódó jellegzetességük, hogy potrohuk valamennyi elzárható légzőnyílása a csúcs környékén helyezkedik el. Az ezekből induló légcsövecskék a hasoldal hosszában húzódó levegőcsatornába torkollnak. Ez úgy alakul ki, hogy a potroh hátlemezeinek szegélylebenyei mélyen lehajlanak és a középvonalban összezárnak. A csatorna röviddel a tor előtt szétágazik, és a tor légzőnyílásaiba ezekből az ágakból jut a levegő. A csatornaágakat a torban már az oldallemezek veszik körül.

## Életmódjuk, élőhelyük
Kis állatok; csak egyes trópusi fajok hossza több 1,5 cm-nél. Az
Azon ritka taxonok közé tartoznak, amelyek a növényből nem a floémet, hanem a jóval hígabb xilémet szívogatják (Dér). Az imágókat szinte sohasem vesszük észre, a lárváikat annál többször. A lárvák védelmi céllal népiesen „kakukknyálnak” mondott anyagot termelnek; ez a fehér anyag, nem egyéb, mint a ürülékük, amelyet a kilégzéskor távozó levegővel habos burokká fújnak fel. Egész lárvakorukat ebben töltik, és úgy vesznek levegőt, hogy potrohuk végét kidugják a tajtékból. A hab megvédi őket a kiszáradástól és ellenségeiktől. Lélegzetvételhez az állat megemeli a potrohát és ezzel annak csúcsa a nyílásokkal kiemelkedik a kakukknyálból. A potrohcsúcson a levegő be-, a torban kiáramlik, és ez a kiáramló levegő fújja fel buborékokká a folyékony ürüléket. Az ehhez szükséges felszínfeszültséget az ürülék viaszszappan-tartalma biztosítja — ami egyúttal szilárdítja is a nyálkát. Ez utóbbi a potroh 7. és 8. szelvényében elhelyezkedő viaszmirigyekből jut az ürülékbe (Urania).
Az anyaállatok a fajuknak megfelelő gazdanövényre rakják le petéiket. Kikelésük után a lárvák ezen növények száraiból és gyökereiből szívják ki a nedveket.

## Rendszertani felosztásuk
A molekuláris genetikai vizsgálatok alapján egyes szerzők a családot már kétfelé osztják, és a klasszikus Cercopidae családból vele egyenrangúként emelik ki az új Aphrophoridae családot (Dér).
Valódi tajtékoskabóca-félék (Cercopidae) családja 3 alcsaláddal, összesen 31 nemmel: 
- Callitettixinae
- valódi tajtékoskabóca-formák (Cercopinae)
- Ischnorhininae

Ismertebb fajok:
- vérpettyes kabóca (Cercopis sanguinolenta)

Aphrophoridae család egy alcsalád (Aphrophorinae) 150 nemével és további 12, alcsaládba sorolatlan nemmel.
Ismertebb fajok:
- változékony tajtékoskabóca (Philaenus spumarius)